# Emmanuel de Maulde
Pour les articles homonymes, voir Maulde (homonymie).
Emmanuel Gabriel, vicomte de Maulde, baron de Hosdan, né le 21 septembre 1740 à Paris et mort le 15 décembre 1806 à Saint-Fargeau-Ponthierry (Seine-et-Marne), est un général de la Révolution française.

## Origines

### Famille
La famille de Maulde dont est issu Emmanuel Gabriel de Maulde est éteinte depuis 1922. Originaire de Flandre et d'Artois, elle était une famille de noblesse d'extraction de 1519, et elle avait reçu les honneurs de la Cour en 1744, 1750 et 1764. 
Il ne faut pas la confondre avec une autre famille de Maulde (de La Clavière) originaire d'Angoumois, avec laquelle elle n'a aucun lien. Cette famille homonyme fait partie des familles subsistantes d'ancienne bourgeoisie française.

### Contexte
Emmanuel Gabriel de Maulde est le fils de Louis François de Maulde (1684-1763) et de Marguerite Félicité de Conflans (1716-1777).
Son père Louis François de Maulde, marquis de La Buissière, est maitre de camp de cavalerie et chevalier de l'ordre de saint Louis. Sa mère est quant à elle Marguerite Félicité de Conflans-de Saint-Remi, dame des Mesdames de France, fille d'Alexandre-Philippe de Conflans, premier gentilhomme de la chambre du duc d'Orléans.
Il épouse Marie Françoise Bernardine Preud'homme de Borre en 1770, fille d'un bourgmestre de Liège, d'où trois filles. 

## Biographie

### Sous l'Ancien Régime (1757-1789)
En 1757, Maulde fait les campagnes en Inde en qualité de capitaine en second de la compagnie de grenadiers du régiment d’infanterie irlandaise de Lally.
Promu colonel le 15 février 1758, il est fait chevalier de Saint-Louis en 1771, puis chevalier de l'Ordre royal de Notre-Dame du Mont-Carmel et de Saint-Lazare de Jérusalem le 16 juillet 1779.
Il est nommé brigadier de cavalerie le 1er mars 1780, et mestre de camp du régiment d'artillerie d'Auxonne le 10 mars 1788. Il est enfin promu maréchal de camp le 30 mars 1788. 

### Pendant la Révolution française (1789-1799)
Le 8 avril 1789, lors des états généraux il représente pour l’état de la noblesse, le prince Louis-Philippe, duc d'Orléans, son fondé de procuration.
En avril 1792, il devient ambassadeur de France aux Pays-Bas, et le 12 juin de cette même année, le général Charles François Dumouriez, qui démissionne de son poste de ministre des Affaires étrangères, propose Maulde comme successeur. Louis XVI lui préfèrera le baron de Naillac. 
Resté ambassadeur à La Haye, le baron de Hosdan doit abandonner ses fonctions lorsque la Hollande déclare la guerre à la France en janvier 1793 : ses efforts et ceux de Dumouriez pour préserver la neutralité n'ont pas payé. Rentré en France, Maulde est soupçonné de liens avec les émigrés, est arrêté et emprisonné à Saint-Fargeau-Ponthierry en novembre 1793. 
Le 8 août 1796, il est désigné comme juré citoyen de Saint-Fargeau à la haute-cour de justice.

### Sous le Consulat et l'Empire (1799-1806)
Admis à la retraite le 19 novembre 1800, Maulde meurt le 15 décembre 1806 au domicile d'un meunier à Saint-Fargeau-Ponthierry, alors que son épouse vit à Paris.

## Sources
- (en) « Generals Who Served in the French Army during the Period 1789 - 1814: Eberle to Exelmans »
- Alex Mazas, Histoire de l'ordre royal et Militaire de Saint-Louis depuis son institution, jusqu'en 1830, Tome 1, Firmin Didot frère, Paris, 1860, p. 603.
- Côte S.H.A.T.: 4 YD 3388.
- Archives parlementaires, Tome 3 : 1789, p. 513.
- Les archives du royaume des Pays-Bas, tome 1, Martinus Nijhoff, La Haye, 1857.
- Georges Six, Dictionnaire biographique des généraux & amiraux français de la Révolution et de l'Empire (1792-1814), Paris : Librairie G. Saffroy, 1934, 2 vol., p. 172